# Ennigerloh
Ennigerloh – miasto w Niemczech, położone w kraju związkowym Nadrenia Północna-Westfalia, w rejencji Münster, w powiecie Warendorf. W 2010 roku liczyło 19 701 mieszkańców.

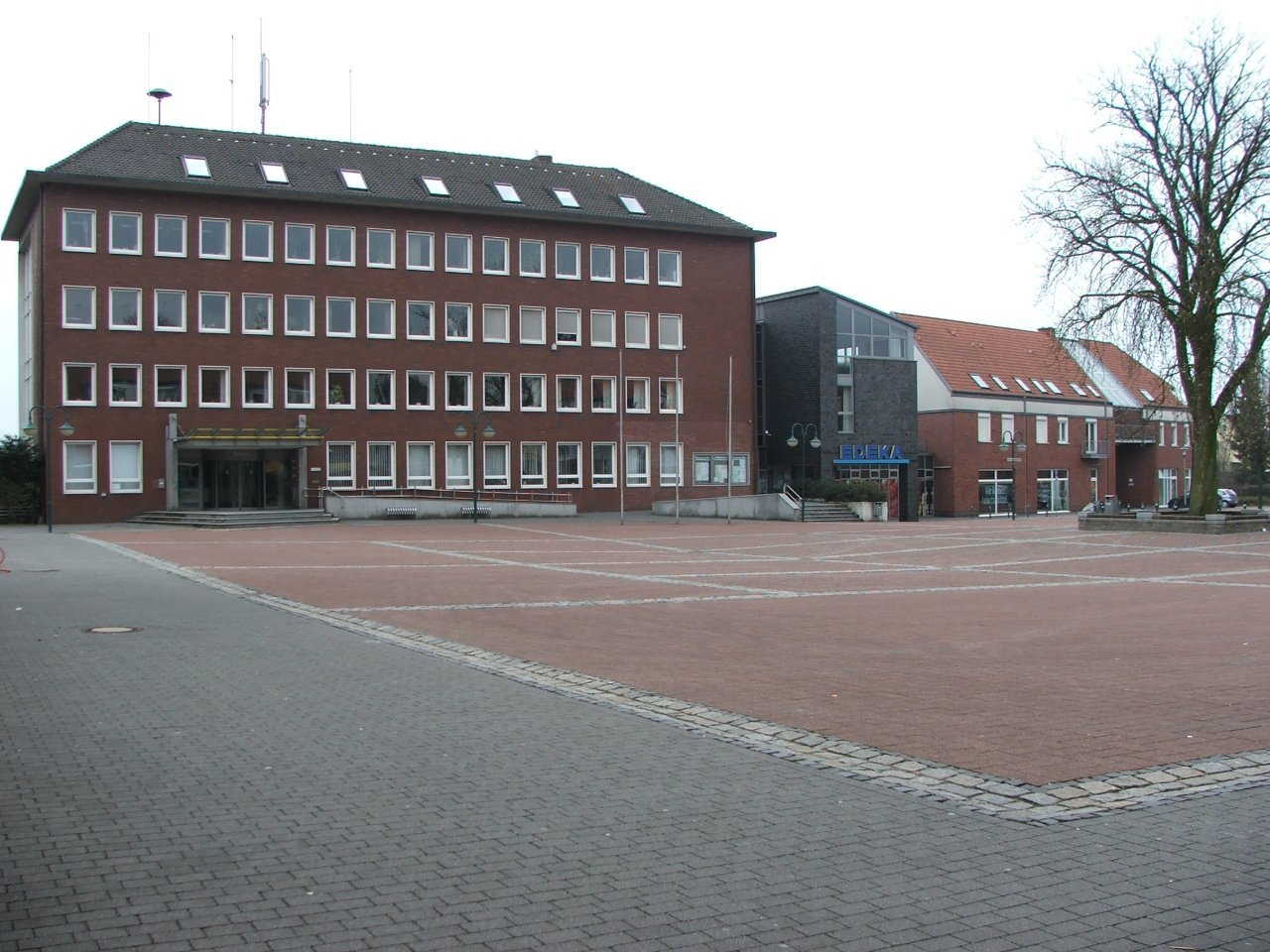
Ratusz w Ennigerloh

## Współpraca
Miejscowości partnerskie:
- Eggesin, Meklemburgia-Pomorze Przednie
- Kamnik, Słowenia
- Lessay, Francja